# Соединительная ветвь (железнодорожная линия, Санкт-Петербург)

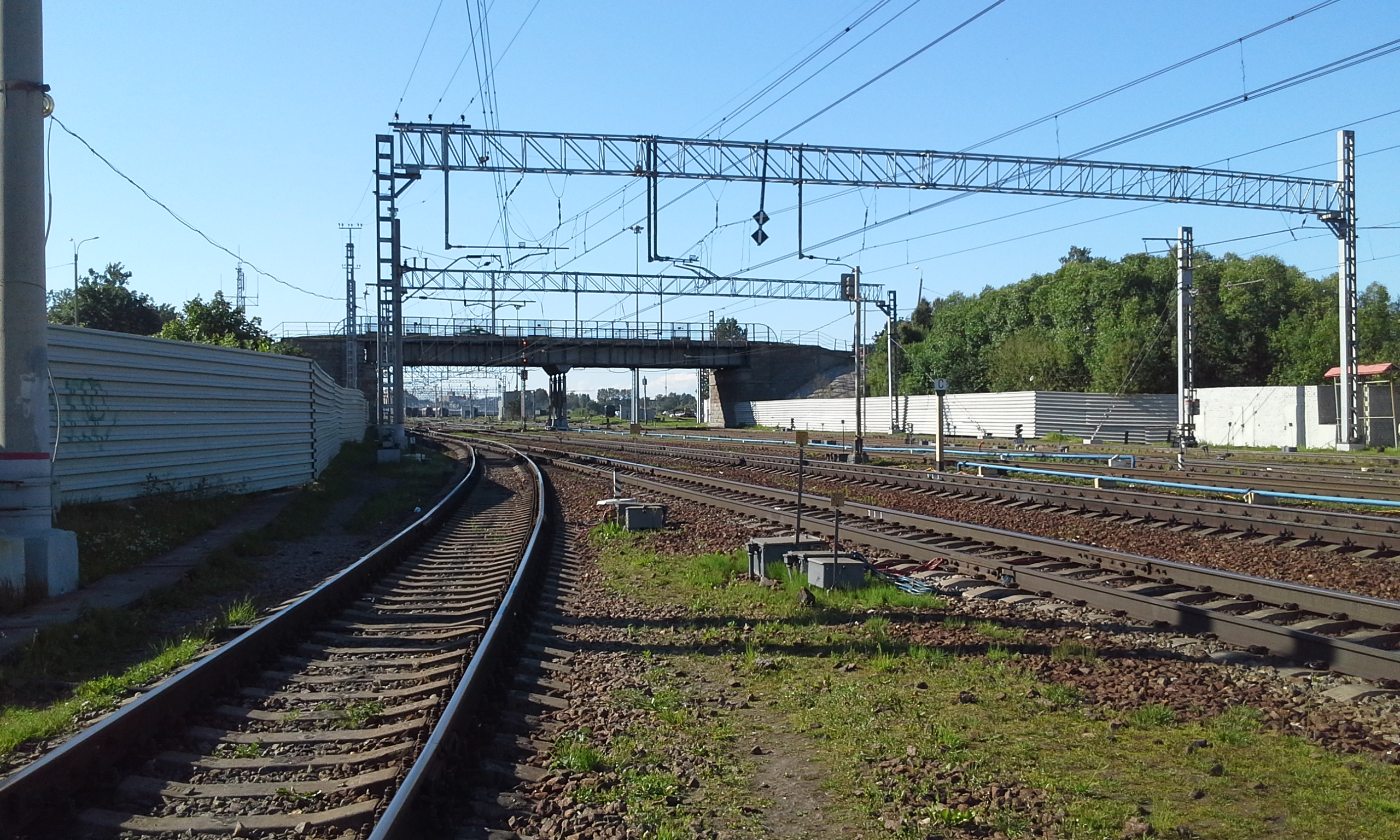
Начало исторической Соединительной ветви (2019 год)

Соединительная ветвь (или ветка, или линия) — название железнодорожной линии в пределах городской черты Петербурга, построенной как участок Николаевской железной дороги для соединения с Петербурго-Варшавской железной дорогой.
В истории железнодорожного транспорта России Соединительная ветвь имеет особое значение, так как она сформировала первый в России железнодорожный узел. Создание ветви потребовалось для обслуживания нараставших объёмов грузовых железнодорожных перевозок, на которые массированно переориентировалась индустриальная экономика с речных путей, что было важным этапом экономического развития страны.

## История
Соединительная ветвь длиной 4 версты 214 саженей (4724 м) в один путь была построена государством в 1853 году и открыта для движения в 1854 году. Линия начиналась на 3 версте от Петербургской станции (Петербурго-Московской железной дороги) проходя через Волково поле, огибая «Артиллерийскую лабораторию» (позже здесь разместился Учебный воздухоплавательный парк), пересекалась с путями Царскосельской железной дороги в одном уровне и соединялась с путями Петербурго-Варшавской железной дороги у Варшавского вокзала. На ветке было построено 7 деревянных мостов.
В 1857 году с передачей Петербурго-Варшавской железной дороги Главному обществу российских железных дорог, ветвь поступила в ведение данного общества.
3 ноября 1861 года, по изменённому уставу, переходит к Николаевской железной дороге с правом совместного пользования и содержанием обеих дорог.
В 1869 (1870) , по распоряжению Министерства путей сообщения Главным обществом российских железных дорог была устроена на пересечении с Царскосельской дорогой новая полустанция Кресты. Её предназначением было сортировать товарные вагоны и не допускать столкновений с идущими перпендикулярно поездами.
Неудобства для движения по ветви товарных составов составляли крутые кривые на огибающем военный полигон перегоне и пересечение в одном уровне на полустанции Кресты. На станции состав приходилось расцеплять и доставлять на товарную станцию Варшавской дороги по несколько вагонов, это вынудило управление Николаевской ЖД произвести в 1875 году изыскания для спрямления ветви. Так как большая часть спрямлённой линии должна была проходить рядом со строящейся Путиловской ЖД, то для сокращения расходов решено было устроить на некотором протяжении общее полотно и искусственные сооружения. Работы по постройке новой ветви производились с 1878 по 1880 год, и 1881 году было открыто движение.
В 1886 году пути старой (северной) линии были разобраны с ликвидацией полустанции Кресты.

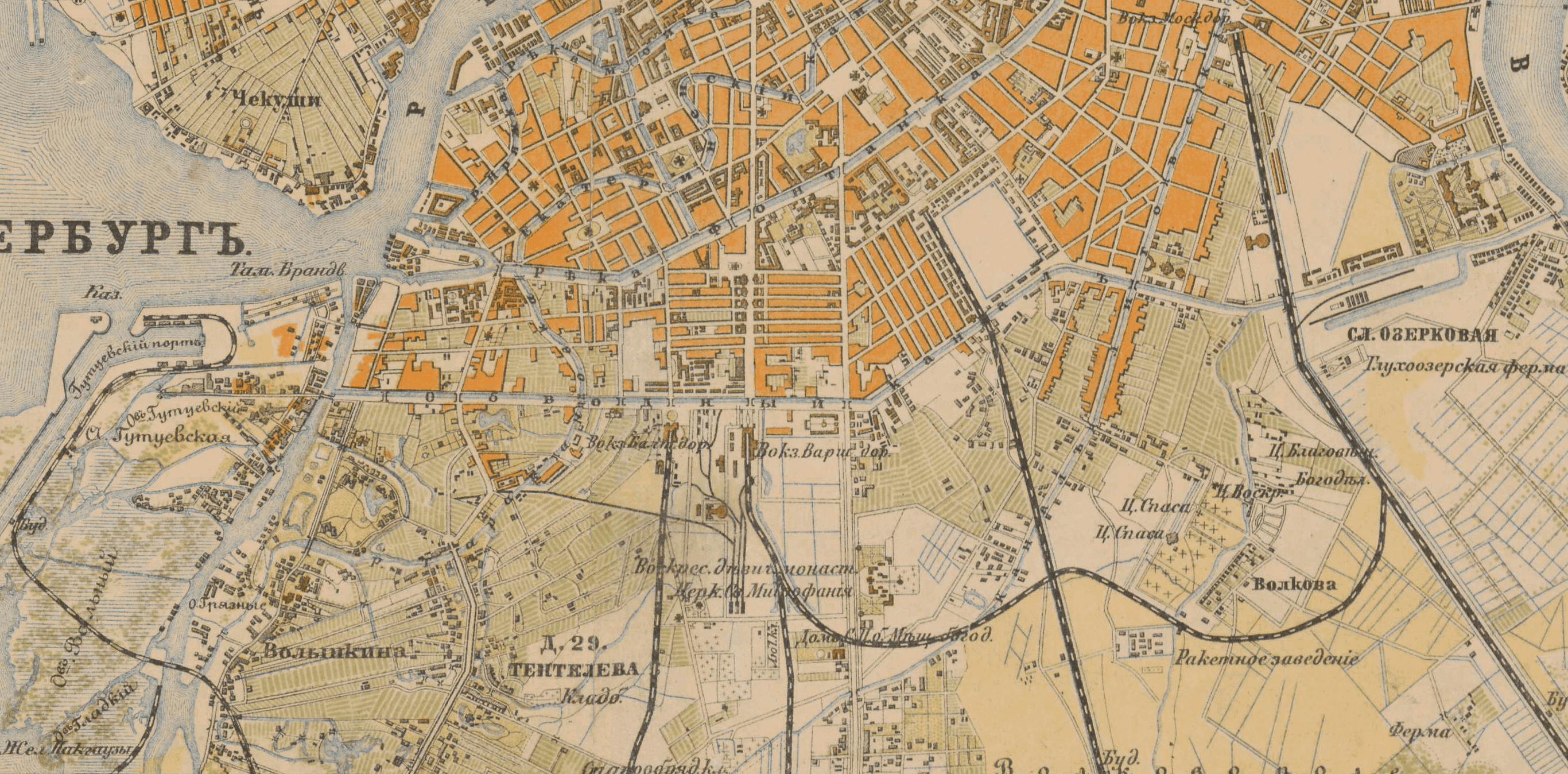
Состояние сети на юге Петербурга на момент до завершения восточной части Путиловской ветви (до 1880)

Началом формирования железнодорожного узла в Петербурге стала постройка соединительной линии между Николаевским и Варшавским вокзалами. Хотя ещё в 1867 году составители Сборника сведений о железных дорогах в России писали «Все вновь устраиваемые и проектируемые дороги будут иметь связь с дорогами, к которым примыкают» — но положение «Об обязательных для всех железных дорог России правилах относительно вступления в прямое сообщение с примыкающими дорогами» было высочайше утверждено только 15 июня 1879 года. Обращаясь к будущим частным строителям, в 1867 году вышецитированный сборник приводил пример: 

Все железные дороги, имеющие нормальную ширину пути, соединены между собой непрерывными путями: Николаевская дорога в С.-Петербурге связана ветвью с Варшавской и Петергофской, в Москве с Курской, Рязанской, Нижегородской и Ярославской…

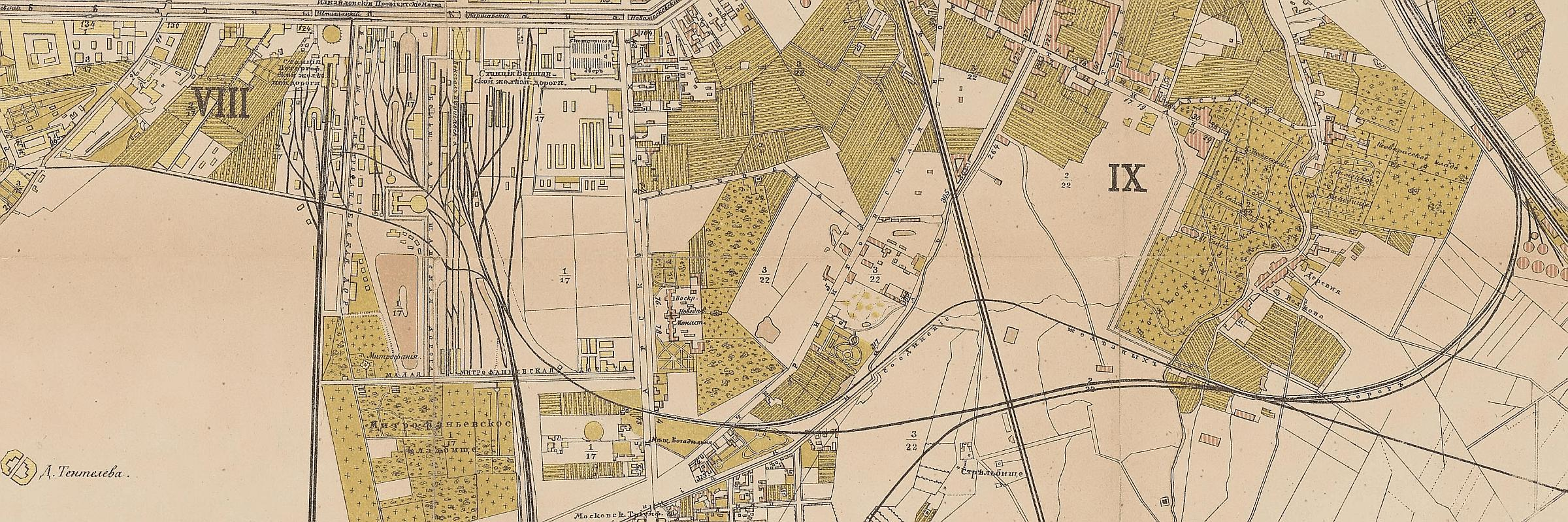
Соединительная линия на карте Мусницкого (1884)

Других соединительных веток в городе на момент постройки Соединительной не было, и поэтому определитель назначения этого пути на многие годы стал именем собственным: на дореволюционных картах фигурирует Соединительная ветвь, а на более ранних (например 1884 года) — просто «Соединение железных дорог». Лишь с появлением новых соединительных ветвей к их именам стали добавлять, какой железной дороге они принадлежат. Такие ветви стали строиться повсеместно на железных дорогах России, название стало нарицательным — см. статью «Соединительная железнодорожная ветвь», с появлением метрополитенов также устоялось аналогичное понятие «служебная соединительная ветвь».
Примерно в километре от стрелки на Варшавский вокзал далее на запад находился следующий разъезд: ответвление на север вело к Петергофскому вокзалу частной Петергофской железной дороги (ныне Балтийский), а прямой путь, продолжаясь параллельно Обводному каналу, доходил до Лейхтенбергской улицы и далее, пересекая по мосту реку Таракановку, к Старо-Петергофскому проспекту (до 1991 года — проспект И. И. Газа). В месте окончания линии на ранних картах обозначен Петербургский химический завод, а на карте 1916 года Сухопутная таможня. По принадлежности этот участок с небольшой станцией справочник улиц Петрограда за 1917 год относит к Варшавской железной дороге, а последние дома № 38 и 40 по Лейхтенбергской улице — таможенному ведомству.
1 декабря 1930 года на пересечении Соединительной линии и Международного (ныне Московского) проспекта произошла катастрофа, погибло 28 человек. Движение на ветке было прекращено 3 декабря, по телеграмме из центра и переезд был закрыт. В конце 30х годов переезд был ликвидирован и Соединительная ветвь прекратила своё существование.
Сто лет спустя, когда очерёдность этапов развития петербургского железнодорожного узла стала стираться из памяти, а город тем временем оказался буквально опутан сетью новых соединительных веток, возникла известная путаница. Самым большим заблуждением здесь является отождествление первой Соединительной ветви и Путиловской ветви — двух самостоятельных проектов, построенных в разное время. Смешение усугубляется тем, что при приближении к Николаевской дороге обе ветви пересекаются.

### Экономические предпосылки
Необходимость Соединительной ветви была обусловлена ростом «континентального», внутрироссийского грузооборота между Петербургом и остальной Россией. Перевалка и обработка хлебных грузов из центральных и северных губерний тяготела к Неве — и, соответственно, к товарным станциям Николаевской железной дороги. В то же время мясной, а также конный комплекс исторически сформировался у Скотопригонного двора и бойни на Царскосельском проспекте (ныне Московский), которые открылись в 1825 году на южном (тогда загородном) берегу Обводного канала, в паре вёрст от Сенной площади — главного торжища столицы.
Уровень воды в Обводном канале оказался слишком низким для того, чтобы использовать его для доставки скота и других грузов на баржах. Тем временем город расширялся, и перегон больших масс скота по его улицам был не лучшим решением. Росла и промышленность, и поэтому необходимость в соединении Николаевской железной дороги с Варшавской стала очевидной.

### Роль в транспортном узле Петербурга

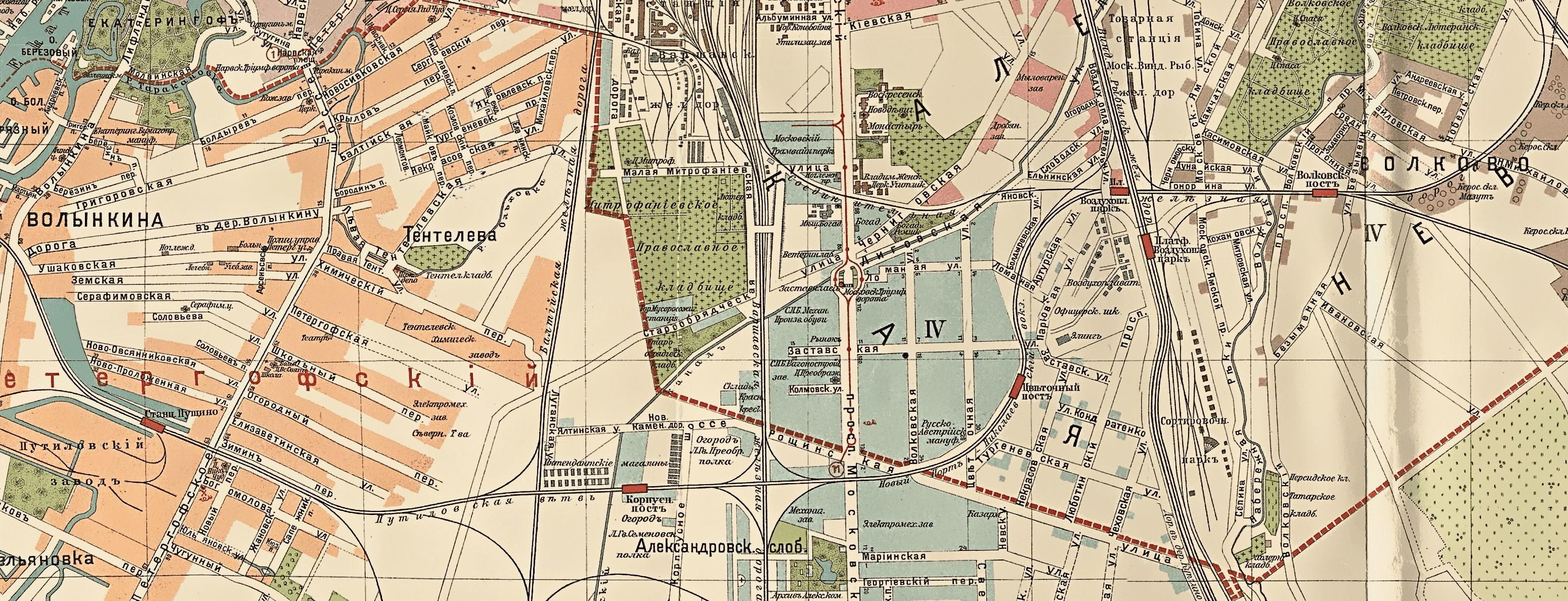
Соединительная и Путиловская ветви петербургского железнодорожного узла на карте 1912 года

### Эволюция участка в XX веке

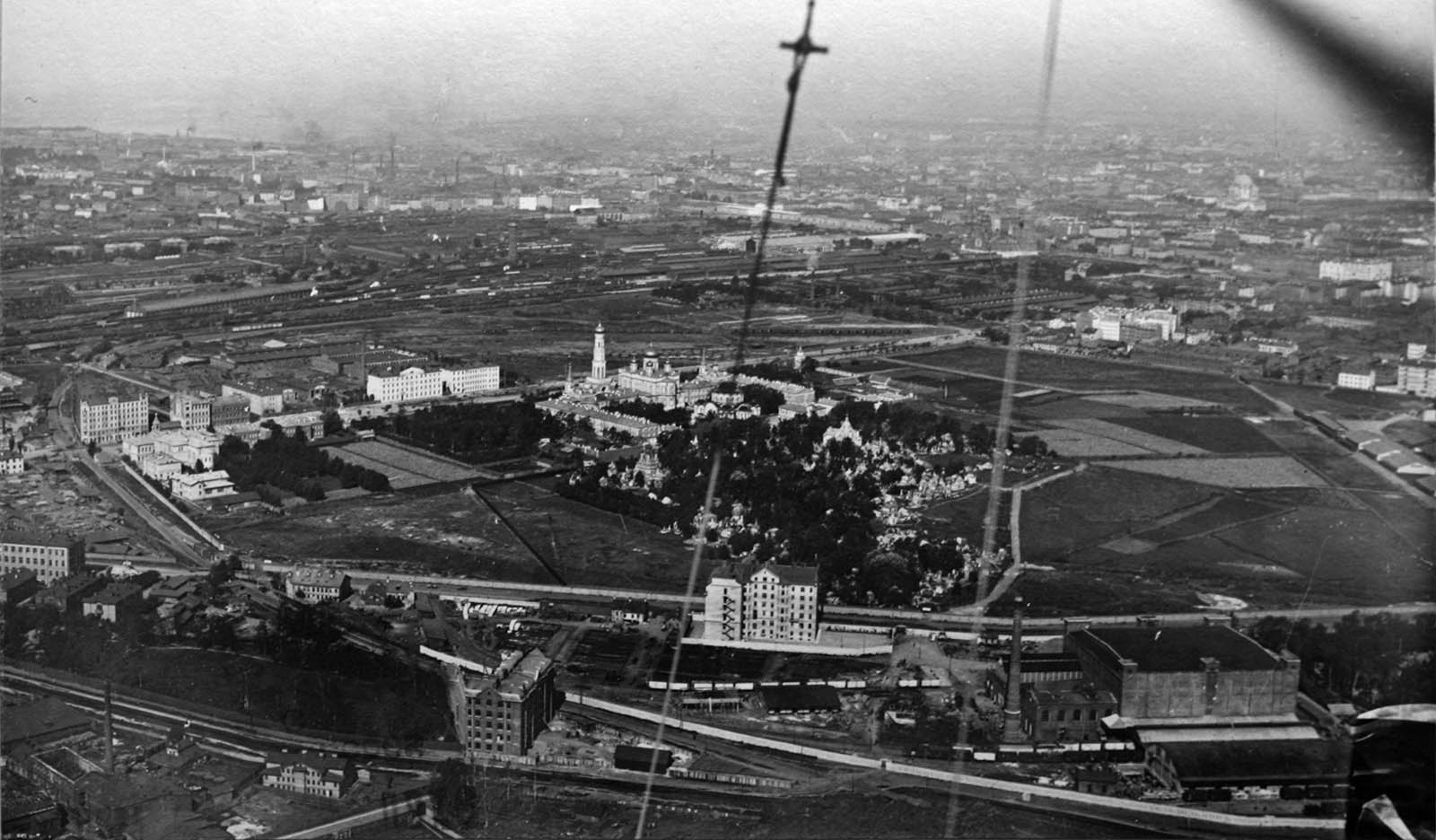
Фрагмент центрального участка на аэроснимке 1915 года

На протяжении XX века Соединительная ветвь окончательно стала единым комплексом с Путиловской и была продолжена на запад. Одноуровневые пересечения железных дорог с крупными автомобильными ликвидированы. По мосту через московский ход железная дорога от «Поста 5-й км» была проведена на станцию Глухоозерская и далее по бетонной эстакаде через открытый в 1913 году Финляндский железнодорожный мост дорога перешла на другую сторону Невы. Там она соединилась с северными и северо-западными направлениями посредством комплекса грузовых соединительных линий, проходящих через станции Дача Долгорукова, Полюстрово, Ручьи, Парнас и Парголово. Всю совокупность принято называть Окружной линией. Кроме того, в течение первой половины XX века для разгрузки Соединительной/Путиловской линии на юге города было построено Южное железнодорожное полукольцо Петербурга. Сформировался современный Санкт-Петербургский железнодорожный узел.

## Современное состояние
В начале XXI века узел, вместе со всеми РЖД, подвергся значительной модернизации, к этому времени он был почти полностью электрифицирован. Инфраструктура Варшавского вокзала ликвидирована вместе с подъездами к нему от бывшей Соединительной ветви. Та часть узла, что ранее была Соединительной ветвью, продолжает интенсивно использоваться для грузового движения и соединять морской порт с грузовыми станциями всех направлений. Центральным узлом участка можно назвать станцию Волковская. По участкам бывшей Соединительной ветви пропускаются некоторые пассажирские поезда, такие как Москва—Таллин и Петербург—Псков от Ладожского вокзала с остановкой на платформе Купчино.